# آنتیاک، شهرستان بیب، آلاباما
آنتیاک (به انگلیسی: Antioch) یک منطقهٔ مسکونی در ایالات متحده آمریکا است که در آلاباما واقع شده‌است. آنتیاک ۱۶۴ متر بالاتر از سطح دریا قرار دارد.